# Gartnait, 1. Earl of Buchan
Gartnait, 1. Earl of Buchan (auch Gartnacht; † nach 1150) war ein schottischer Adliger. Er ist der erste namentlich bekannte Mormaer oder Earl of Buchan.

## Leben
Über das Earldom Buchan ist wie bei den anderen nordschottischen Earldoms aus dem 12. Jahrhundert nur sehr wenig bekannt. Das nordostschottische Buchan gilt dabei als die Region in Schottland, die in dieser Zeit am wenigsten von südschottischen oder anglonormannischen Siedlern berührt wurde. Über Gartnaits Leben sind nur wenige Details bekannt. Womöglich war er der Gartnait, Son of Cainnech, der 1131 oder 1132 eine Schenkung zugunsten der Kirche machte. Vermutlich war er der Earl Gartnait, der um 1150 eine Urkunde von König David I. bezeugte. Nach dem aus dem 12. Jahrhundert stammenden Book of Deer war Ete, Tochter von Gille-Michéil seine Frau. Er konnte aber seinen Besitz an seine Tochter Éva vererben, deren Ehemann Colban sein Nachfolger als Earl wurde.